# Caricea
Caricea är ett släkte av tvåvingar. Caricea ingår i familjen husflugor.

## Dottertaxa tillCaricea, i alfabetisk ordning[1]
- Caricea acerca
- Caricea acuticauda
- Caricea alma
- Caricea bistriata
- Caricea brachialis
- Caricea brevitarsis
- Caricea curvivesica
- Caricea eludens
- Caricea erythrocera
- Caricea falculata
- Caricea frigida
- Caricea fuscitibia
- Caricea iyoensis
- Caricea japonica
- Caricea kanoi
- Caricea montana
- Caricea nearctica
- Caricea obfuscatipennis
- Caricea okinawensis
- Caricea orbiprotuberans
- Caricea pallipalpis
- Caricea paulihamata
- Caricea postifolifera
- Caricea rubricornis
- Caricea securisocialis
- Caricea setipes
- Caricea spuria
- Caricea tinctinervis
- Caricea ungulata
- Caricea ungulitigris
- Caricea unicolor
- Caricea varians
- Caricea verna
- Caricea vernalis
- Caricea xanthogaster
- Caricea yakushimensis